# Гамалія Олександр

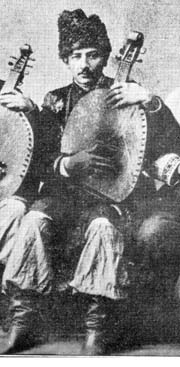
Бандурист О. Гамалія (фрагмент фото на концерті в Охтирці, 1915)

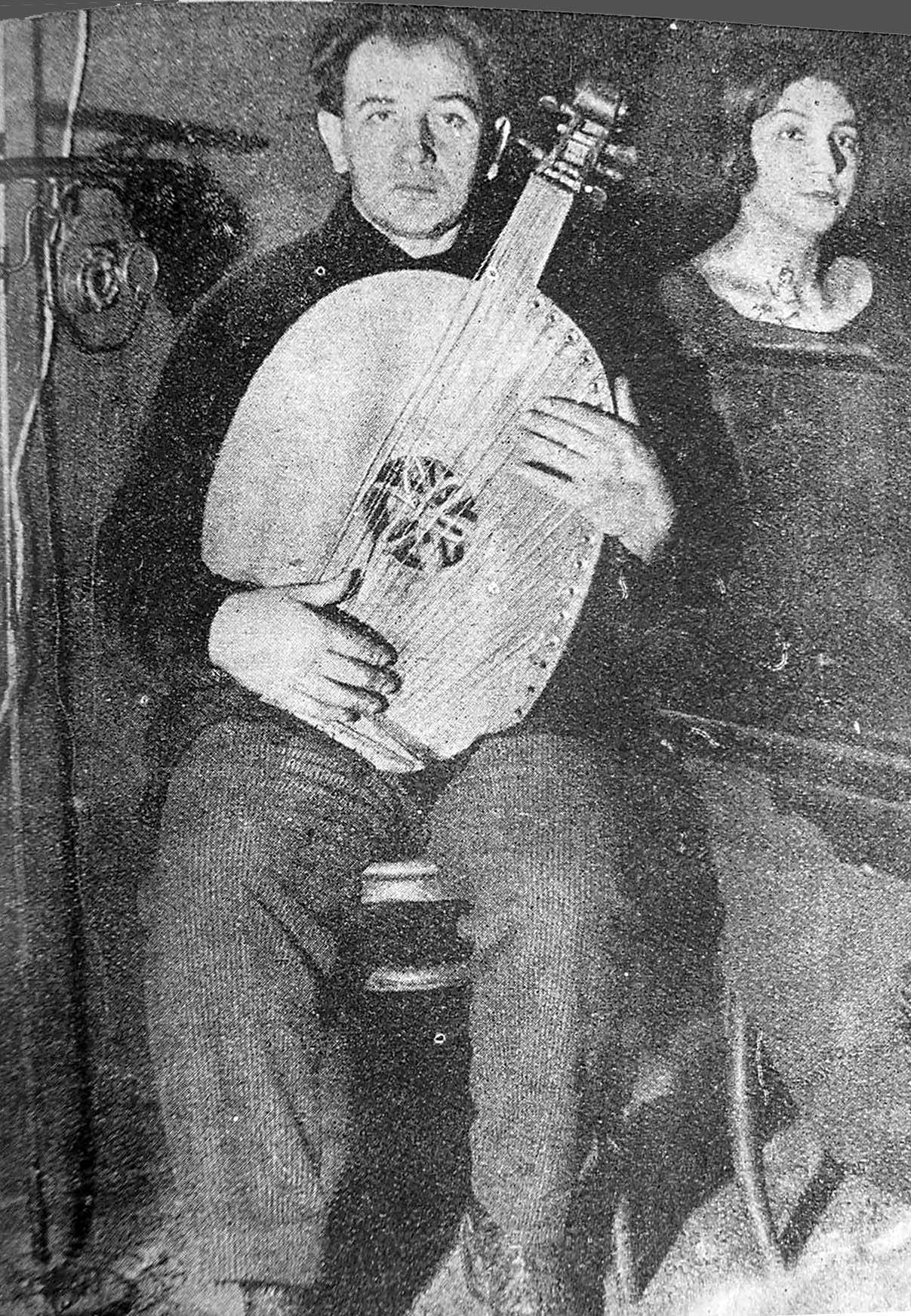
Бандурист О. Гамалія в 1924 р.

Олекса́ндр Гамалíя (*1885—†1929) (згадується також як А. П. Гамалій; справжнє прізвище — Леві/Левін) — соліст-бандурист з Харкова. 
Гамалія — один з перших сценічних бандуристів. Виступав часто разом з І. Кучеренком. В 1912 р. працював урядовцем в Харківському Університеті. Під час революції переїхав до Києва.
Фотографії О. Гамалії були надруковані в журналі «Пламя» (Харків) в 1924 р.
Гамалія 1927 року записав на платівки 6 пісень: «Ой, літав орел» (сл. Тараса Шевченка), «Попадя», «Тай орав мужик», «У сусіда», «З весни влітку», «Витрибеньки». 

## Бандура
Бандура О. Гамалії знаходиться в Музеї театрального, музичного та кіномистецтва України в Печерській лаврі у Києві.